# Pezizales
Pezizales è un ordine di funghi ascomiceti appartenente alla classe Pezizomycetes.

## Tassonomia
L'ordine Pezizales include le seguenti famiglie:
- Ascobolaceae
- Ascodesmidaceae
- Caloscyphaceae
- Carbomycetaceae
- Discinaceae
- Glaziellaceae
- Helvellaceae
- Humariaceae
- Karstenellaceae
- Morchellaceae
- Pezizaceae
- Pyronemataceae
- Rhizinaceae
- Sarcoscyphaceae
- Sarcosomataceae
- Tuberaceae
- Generi incertae sedis:
  - Delastria
  - Discinella
  - Filicupula
  - Loculotuber
  - Microeurotium
  - Orcadia
  - Urceolaria

## Galleria d'immagini

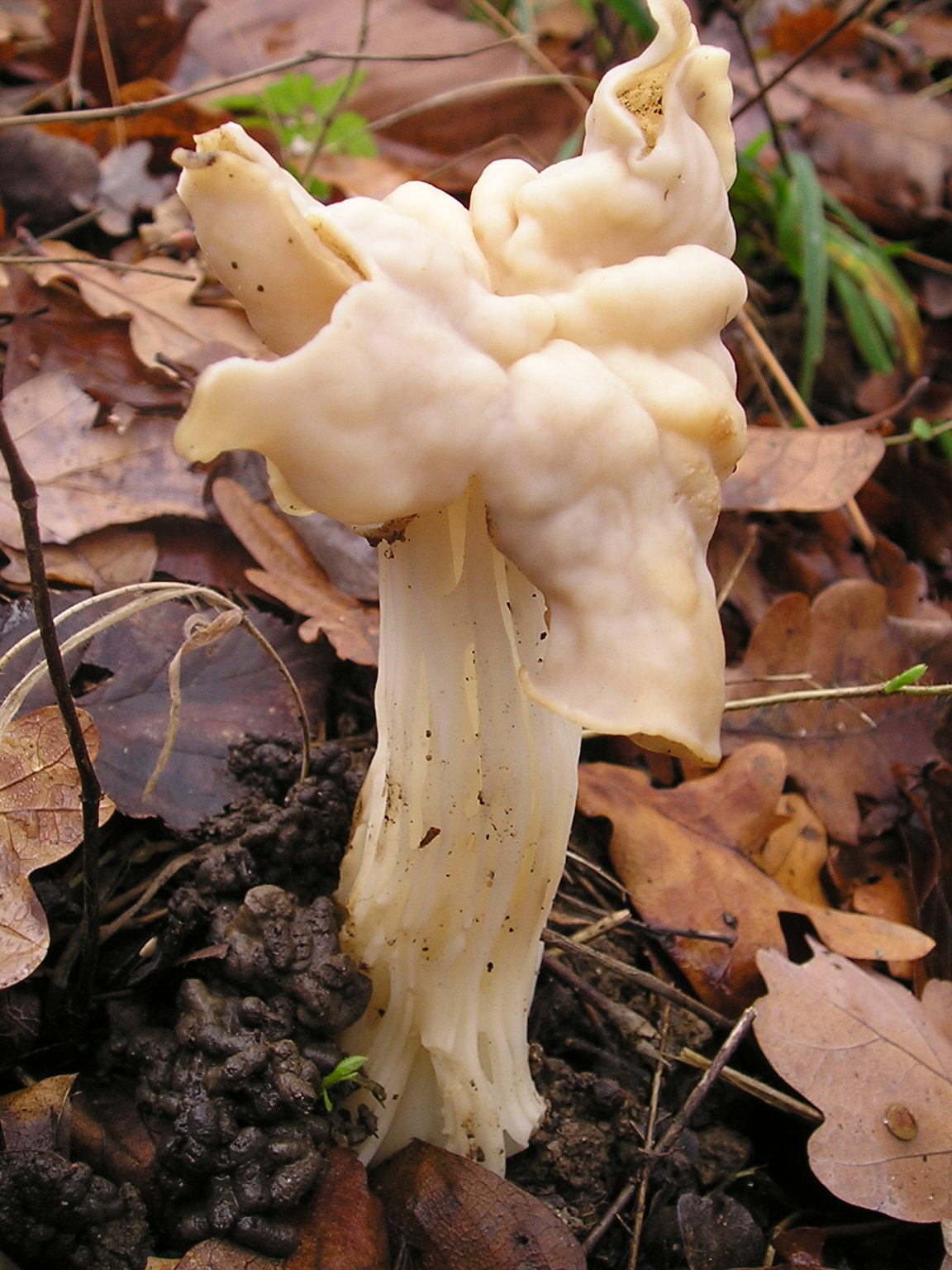
Helvella crispa fam. Helvellaceae
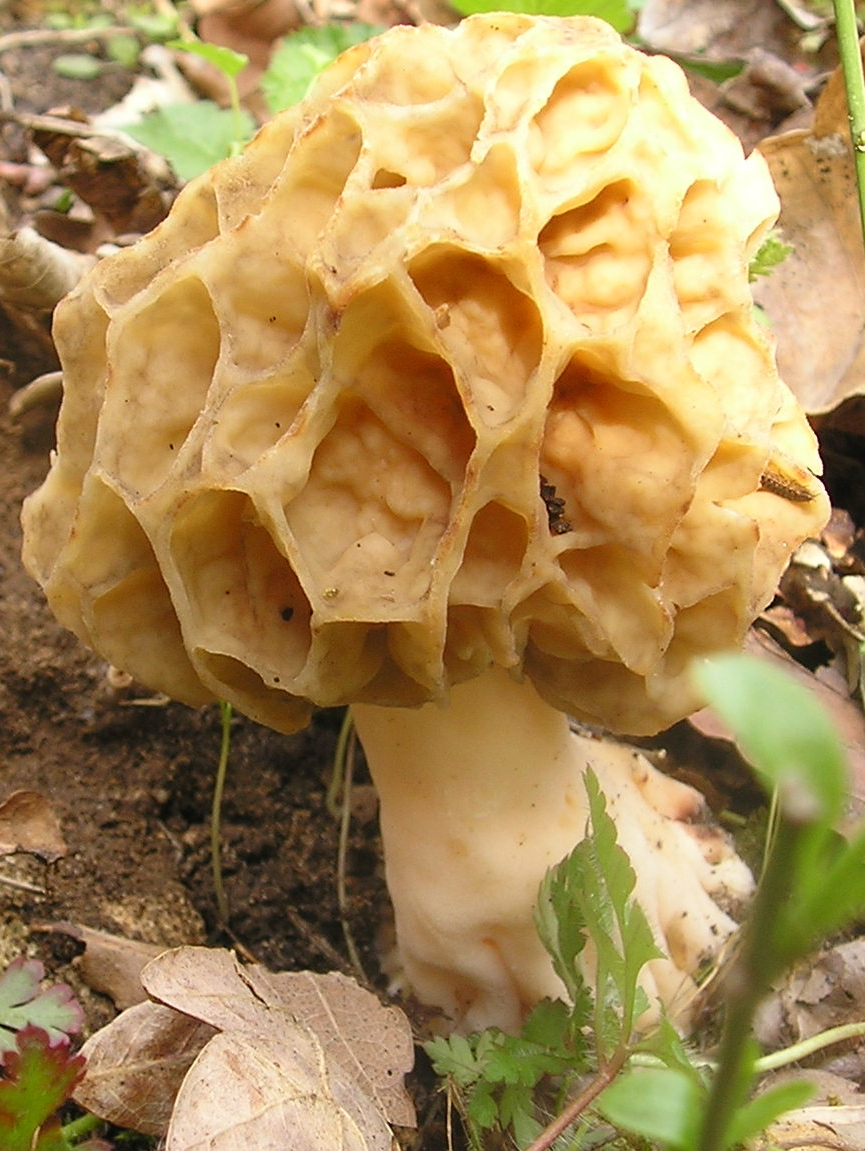
Morchella rotunda fam. Morchellaceae
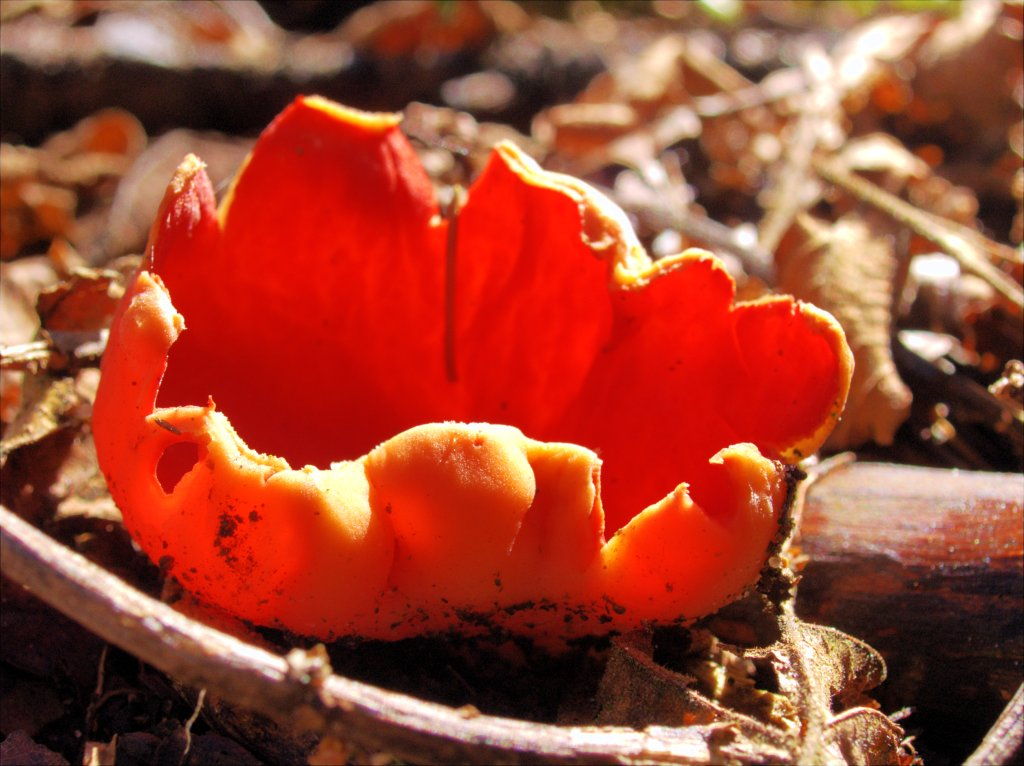
Sarcoscypha austriaca fam. Sarcoscyphaceae
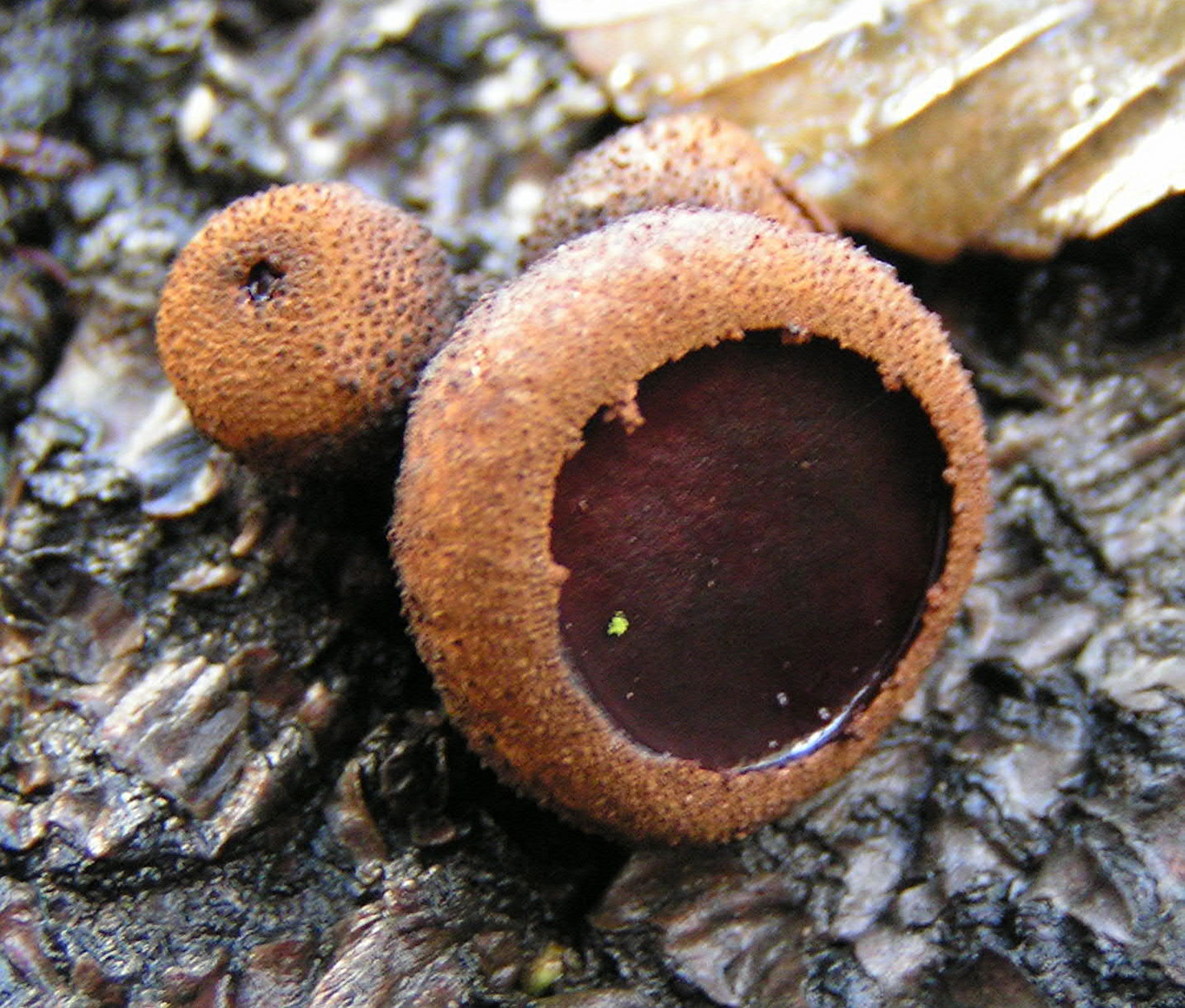
Bulgaria inquinans fam. Sarcosomataceae
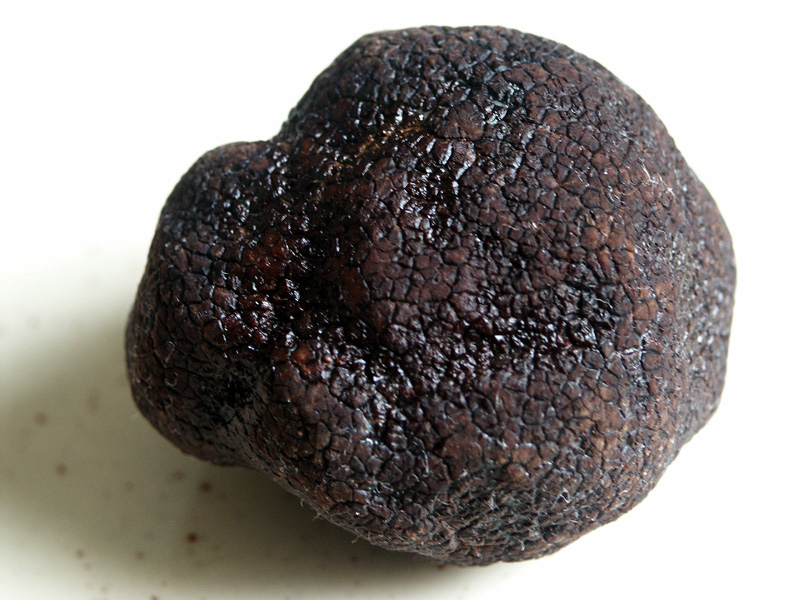
Tuber melanosporum fam. Tuberaceae